# Береги (фільм)
«Береги» (рос. «Берега») — радянська лірична комедія 1973 року, знята режисером Катериною Сташевською-Народицькою за мотивами оповідань Олександра Рекемчука.

## Сюжет
Фільм складається з трьох новел, герої яких — зубний лікар Лєночка Рогова, солідний лектор Петро Петрович Гудошников і кіномеханік Саша Ігонін — пливуть по північній річці Юві повз тайгових селищ і красивих пейзажів. По дорозі вони заводять знайомства з добрими та душевними місцевими жителями.

## У ролях
- Валерій Золотухін —  Сашка
- Олена Пруднікова —  Лєночка Рогова
- Віктор Титов —  Петро Петрович Гудошников
- Сергій Торкачевський —  міліціонер
- Борис Щербаков —  Семен Пєтухов
- Наталія Воробйова —  Настенька
- Станіслав Садальський —  Олексій Гуров
- Микола Денисов —  Митька
- Володимир Соколов —  Петро Собянін, прапорщик
- Людмила Коршакова —  Клава
- Валерій Хлевинський —  Гришка
- Валентина Березуцька —  Дар'я
- Єлизавета Євстратова —  Саричіха
- Валентина Бєляєва —  Анна Кіндратівна
- Наталія Гвоздікова —  Наташа
- Володимир Герасимов —  Андрій
- Данило Нетребін —  Василь Іванович Аввакумов, капітан корабля
- Микола Романов —  бухгалтер
- Борис Руднєв — хлопець на танцях (немає в титрах)
- Михайло Розанов —  парі са шань, що організував поломку (тому немає в титрах)
- Текст від автора:  Олег Анофрієв

## Знімальна група
- Режисер — Катерина Сташевська-Народицька
- Сценарист — Олександр Рекемчук
- Оператор — Петро Сатуновский
- Композитор — Микита Богословський
- Художник — Семен Ушаков